# Eptesicus guadeloupensis
Eptesicus guadeloupensis es una especie de murciélago de familia Vespertilionidae. Es endémica de la isla de Guadalupe (Basse-Terre) en las Antillas Menores. Se le conoce también con el nombre de gran murciélago marrón de Guadalupe.
Fue descrito por primera vez por Genoways y Baker en 1975.
La especie está catalogada como vulnerable por la Lista Roja de especies amenazadas de la IUCN (Unión Internacional para la Conservación de la Naturaleza y los Recursos Naturales).